# Мексепер, Джозефин
Джозефин Мексепер (англ. Josephine Meckseper; род. 1964 в Лилиентале, Германия, живёт и работает в Нью-Йорке, США) — современная художница.

## Образование
- 1990-92 Калифорнийский институт искусств, Валенсия, Калифорния
- 1986-90 Hochschule der Künste, Берлин

## Творчество
Фотографии и инсталляции Джозефин Мексепер раскрывают связи между политикой и миром потребления моды и рекламы. Художница выросла в артистической семье с левыми радикальными взглядами (её отец, художник Фридрих Мексепер, был анархистом, а мать — представителем Партии Зеленых). Джозефин Мексепер часто использует витрины и прилавки магазинов, превращая художественную галерею в подобие магазина: культурная арена, где эстетика смешивается с идеологией, политикой и жизненными аксиомами. Задуманная как витрина в Нью-Йоркском районе Челси, I Love Jesus использует изображения политического протеста, смешивает их с безделушками, средствами для уборки дома и табличкой «Просим прощения за наш внешний вид». В The Complete History of Postcontemporary Art (2005) также совмещены повседневные предметы и образы протеста. Деконструируя стратегию масс медиа по смешиванию рекламы и редакторских материалов, художница исследует, как мы становимся потребителями не только продуктов, но и новостей и политики. Для одной из своих последних выставок в Нью-Йорке, Джозефин Мексепер превратила галерею в странный магазин, в котором товары окружены политическими слоганами и отсылают к выборам президента США. Огромный черно-белый флаг США на стенах фокусировал внимание зрителя на центре экспозиции, где размещалась работа Ten High (недоступная ссылка) (2008) — блестящая платформа с разными предметами, включая серебряные манекены, бутылку виски, библию и другие классические американские символы. Ассамбляжи, которые художница начала создавать в 2000, пародируют экспозицию витрин. Совмещая моду и политический протест, Мексепер анализирует скрытые связи между потребительским обществом, политикой силы и механизмом желания. Мексепер часто использует язык рекламы и пропаганды, в её последнем видео «0 % Down» (2008) используется видео из рекламы автомобилей.

## Персональные выставки
- 2009 Josephine Meckseper, Ausstellungshalle zeitgenössische Kunst, Münster
- 2009 «Josephine Meckseper» (недоступная ссылка), Migros Museum für Gegenwartskunst, Цюрих
- 2009 Josephine Meckseper, Blaffer Gallery, The Art Museum of the University of Houston, Хьюстон
- 2008 New Photography 2008: Josephine Meckseper and Mikhael Subotzky, Museum of Modern Art, Нью-Йорк
- 2008 Josephine Meckseper, Arndt & Partner, Берлин
- 2008 Josephine Meckseper, Elizabeth Dee Gallery, Нью-Йорк
- 2008 «Josephine Meckseper», Colette, Париж
- 2008 Josephine Meckseper, GAK, Gesellschaft für Aktuelle Kunst, Бремен
- 2007 Josephine Meckseper, Kunstmuseum Stuttgart, Штутгардт
- 2007 Josephine Meckseper, Galerie Reinhard Hauff, Штутгардт
- 2006 International Project Room, with Galerie Reinhard Hauff, ARCO 2006, Мадрид
- 2005 «%», Галерея Elizabeth Dee, Нью-Йорк
- 2005 «The Bulletin Board», White Columns, Нью-Йорк
- 2004 «IG-Metall und die künstlichen Paradiese des Politischen», Галерея Reinhard Hauff, Штутгардт
- 2003 Галерея Elizabeth Dee, Нью-Йорк
- 2002 «Lustgarten», Галерея Borgmann Nathusius, Кёльн
- 2001 Shine—oder Jedem das Seine, Галерея Reinhard Hauff, Штутгардт
- 1996 Intervention, Starke Stiftung, Берлин
- 1992 «Every Day is the Same», Main Gallery, Калифорнийский институт искусств, Валенсия, Калифорния
- 1990 «Gemelli o dell’Attenzione Simultanea?», Галерея Contatto Europa, Милан

## Работы
- 2008 «Ten High» (недоступная ссылка)
- 2007 «Zugrunde», инсталляция
- 1997—2007 «Made in Germany», коллаж
- 2006 «Blow-Up (Tamara, Michelli, Laura)», фотография
- 2005 «The Complete History of Postcontemporary Art»
- 2005 «I Love Jesus», ассамбляж
- 2005 «Talk to Cindy», ассамбляж